# Liste der Naturdenkmale in Herzberg am Harz
Die Liste der Naturdenkmale in Herzberg am Harz nennt die Naturdenkmale in Herzberg am Harz im Landkreis Göttingen in Niedersachsen.

## Naturdenkmale
| Bild                          | Bezeichnung                                 | Ort, Lage                                           | Beschreibung | Schutzzweck | Nummer      |
| ----------------------------- | ------------------------------------------- | --------------------------------------------------- | --- | --- | ----------- |
| mehr Fotos \| Fotos hochladen | Gerichtslinde mit Nachfolgebaum in Pöhlde   | Pöhlde (51° 36′ 37,9″ N, 10° 19′ 32,7″ O)           | historische Gerichtslinde auf dem Thingplatz in Pöhlde. Eindrucksvoller, mächtiger Stammrest mit Seitentrieben einer ca. 1000 Jahre alten Sommer-Linde. Die Linde findet sich auch im Ortswappen wieder.                        | von besonderer Eigenart und Bedeutung für die Heimatkunde | ND OHA00016 |
| Fotos hochladen               | Schulbergklippen bei Scharzfeld             | Scharzfeld (51° 37′ 54,2″ N, 10° 23′ 1″ O)          | drei aus dem Boden herausragende Felsformationen, teilweise bewaldetes Klippenrelief aus Dolomit des Zechsteins mit durch Verwitterung entstandenen Halbhöhlen (Abris), die z. T. mit eiszeitlichen Flusssanden aufgefüllt sind | von herausragender geowissenschaftlicher, paläontologischer und kulturhistorischer Bedeutung, sowie für die Heimatkunde. Die Klippen zeichnen sich durch besondere Eigenart, strukturelle Vielfalt sowie Schönheit aus. | ND OHA00031 |
| mehr Fotos \| Fotos hochladen | Lonauwasserfall in Herzberg am Harz         | Herzberg am Harz (51° 39′ 47,2″ N, 10° 20′ 54,5″ O) | Wasserfall der Lonau einschließlich der felsigen, klammartigen Abflussrinne. Einziger natürlicher Wasserfall des Westharzes. | geologisch und geomorphologisch bedeutsames Beispiel für rückschreitende Erosion am Übergang zwischen dem Grundgebirge des Harzes und der vorgelagerten eiszeitlichen Mittelterrasse von Lonau und Sieber. Der Wasserfall und die klammartige Abflussrinne bilden darüber hinaus ein Ensemble von besonderer Eigenart und landschaftlicher Schönheit. | ND OHA00036 |
| mehr Fotos \| Fotos hochladen | Hahnemanns Kuhle                            | Herzberg am Harz (51° 38′ 43,1″ N, 10° 21′ 36,7″ O) | Erdfall. Länge 30 m, Breite 15 m. Naturdenkmal bis 2005, danach Geschützter Landschaftsbestandteil GLB OHA 10. | | ND OHA00081 |
| mehr Fotos \| Fotos hochladen | Conradslinde mit Nebenbaum am Welfenschloss | Herzberg am Harz (51° 39′ 19″ N, 10° 19′ 47,7″ O)   | sehr starke, ca. 400 Jahre alte Winter-Linde (Brusthöhenumfang 510 cm) mit mächtigem Nebenbaum (Sommer-Linde). Beide Bäume bilden eine geschlossene Gruppe.                                                                     | von besonderer Schönheit | ND OHA00085 |

## Hinweis
Die Naturdenkmale in dieser Liste wurden so vom ehemaligen Landkreis Osterode am Harz verordnet.